# 오셀로틀

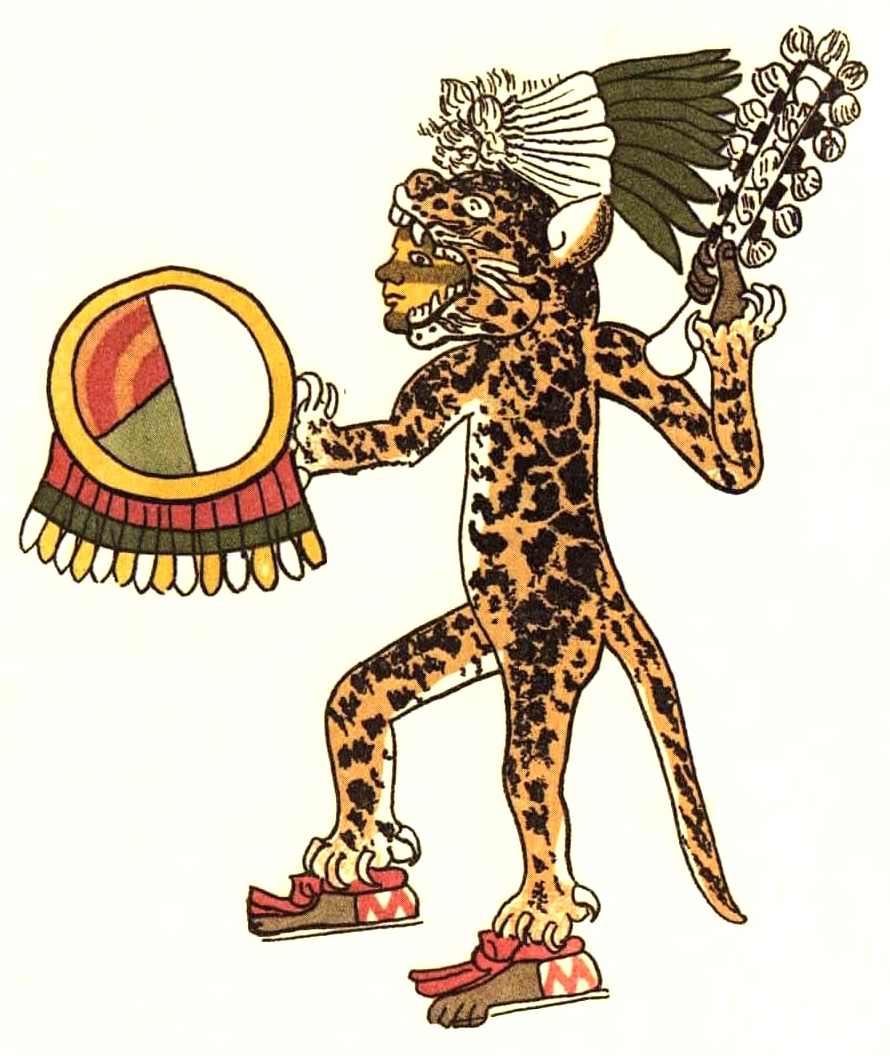
아즈텍 오셀로틀

오셀로틀(나와틀어: ocēlōtl) 또는 재규어 전사는 아즈텍 군사 엘리트의 구성원이었다. 이들은 콰우틀로셀로틀('uāuhocēlōtl)이라고 불리는 아즈텍 전사의 일원이었다. 콰우틀로셀로틀이라는 단어는 독수리 전사 콰우틀리(cuāuhtli)와 재규어 전사 오셀로틀(ocēlōtl)에서 파생된다. 이들은 콰우틀리와 유사한 정예부대였다.
재규어 모티브는 재규어가 테스카틀리포카를 대표한다는 믿음 때문에 사용되었다. 아즈텍인들도 전투 중에 동물의 힘이 그들에게 주어질 것이라고 믿었기 때문에 전쟁에서 이 복장을 입었다. 오셀로틀은 군사 작전의 최전선에 동원되었다. 그들은 또한 아즈텍 신들에게 제물로 바칠 죄수들을 포로로 잡는데 동원되었다. 이 전사들의 많은 조각상과 이미지(선콜럼버스 및 후콜럼버스 코덱스)가 살아남았다. 그들은 마쿠아후이틀이라고 불리는 흑요석 화산 유리 칼날이 박힌 나무 곤봉으로 싸웠다. 그들은 또한 창과 아틀라틀을 사용했다.
오셀로틀이 되려면 아즈텍 군대의 일원이 전투에서 총 4명의 적을 포획해야 했다. 이것은 전장에서 적군을 죽이는 것보다 훨씬 더 큰 방법으로 그들의 신을 기리기 위한 것이라고 한다. 전사가 적을 죽이는 것은 서투른 일로 여겨졌다.

## 같이 보기
- 콰우틀리

## 참고 문헌
- Carrasco, David. Daily Life of The Aztecs: People of the Sun and Earth. Connecticut: Greenwood Press, 1998.
- Carrasco, D. 1998, 200.
- Sahagun, Bernardino de. Florentine Codex: General History of the Things of New Spain. Translated and edited by Arthur J. O. Anderson and Charles E. Dibble. 13 vols. Santa Fe: School of American Research, and University of Utah, 1950-1982.
- Sahagun, Florentine Codex, VIII: 52.
- Smith, Michael E. The Aztecs. 3rd Ed. West Sussex: Blackwell Publishing, 2012.
- Smith, M. 2012, 130.
- Smith, M. 2012, 162.
- Smith, M. 2012, 173-174.